# Crematogaster buchneri
Crematogaster buchneri är en myrart som beskrevs av Auguste-Henri Forel 1894. Crematogaster buchneri ingår i släktet Crematogaster och familjen myror.

## Underarter
Arten delas in i följande underarter:
- C. b. buchneri
- C. b. composita
- C. b. graeteri
- C. b. uasina